# أشلي غرين (باكينجهامشير)
أشلي غرين (بالإنجليزية: Ashley Green)‏ هي قرية وأبرشية مدنية تقع في المملكة المتحدة في إنجلترا. يقدر عدد سكانها بـ 980 نسمة .